# Саїф Елдін Алі
Саїф Елдін Алі Масаві (араб. سيف الدين علي مساوي, нар. 30 листопада 1979, Хартум) — суданський футболіст, який грав на позиції півзахисника. Насамперед відомий за виступами у складі «Аль-Гіляля» (Омдурман), в якому став семиразовим чемпіоном Судану, та у складі національної збірної Судану.

## Кар'єра футболіста
Саїф Елдін Алі народився в Хартумі, та розпочав виступи на футбольних полях у складі місцевого клубу «Аль-Шеріф» у 2000 році. у 2006 році футболіст перейшов до клубу «Аль-Гіляль» з Омдурмана, у складі якого грав до 2016 року. У складі клубу 7 разів ставав чемпіоном Судану, та тричі ставав володарем Кубка Судану. На початку 2017 року Саїф Елдін Алі став гравцем клубу «Аль-Аглі» (Шенді), у складі якого грав до 2018 року, ще раз отримавши титул володаря Кубка Судану. У 2018 році він перейшов до складу команди «Аль-Гіляль» (Кадуглі), у складі якого завершив виступи на футбольних полях у 2020 році.

## Виступи за збірну
У 2007 році Саїф Елдін Алі дебютував у складі національної збірної Судану. У складі збірної двічі брав участь у Кубку африканських націй — у 2008 році та в 2012 році, утім на них збірна не подолала груповий етап. У складі збірної футболіст грав до 2015 року, зіграв у складі збірної загалом 61 матч, у яких відзначився 4 забитими м'ячами.

## Титули і досягнення
- Чемпіон Судану (7):

«Аль-Хіляль» (Омдурман): 2006, 2007, 2009, 2010, 2012, 2014, 2016
- Володар Кубка Судану (4):

«Аль-Хіляль» (Омдурман): 2009, 2011, 2016
«Аль-Аглі» (Шенді): 2017